# Vutcani
Vutcani là một xã thuộc hạt Vaslui, România. Dân số thời điểm năm 2002 là 2403 người.